# Television Cultural Center
Das Television Cultural Center (TVCC) ist ein multifunktionales Gebäude in Pekings zentralem Geschäftsbezirk (Central Business District – CBD) mit 159 Metern Höhe und 31 Stockwerken. Es liegt gegenüber den China Central Television Headquarters (CCTV). In dem Gebäudekomplex befinden sich ein Theater mit 1500 Plätzen, Kinos, Ausstellungsräume, ein Fünf-Sterne-Hotel mit Konferenzzentrum und Ballsaal, Fernsehstudios und ein Rechenzentrum. Das Hotel ist in dem zentralen Turm untergebracht. Da die Zimmer nur an den Fensterfronten liegen, befindet sich in der Gebäudemitte ein riesiges Atrium.

## Baugeschichte
Das Office for Metropolitan Architecture (OMA) gewann am 20. Dezember 2002 den Bauauftrag vom Beijing International Tendering Co., das TVCC und die CCTV Headquarters zu erbauen. Der Bau begann 2004, die Eröffnung war für Mitte Mai 2009 geplant. Während der Olympischen Sommerspiele 2008 diente das TVCC als Sendezentrale für die ausländischen Fernsehjournalisten.
Bei einem Großbrand am 9. Februar 2009 brannte das TVCC vollkommen aus. Auslöser des Feuers waren illegal gezündete Feuerwerkskörper zum Abschluss des Neujahrsfestes. Der Schaden wurde auf 588 Mio. $ geschätzt, sechzehn Tatverdächtige und der Konstruktionschef wurden festgenommen. Die Sanierungsarbeiten an dem schwer beschädigten Gebäude wurden 2012 beendet.

### Bilder und Videos
- Luftbild von TVCC und CCTV. In: skyscrapercity.com, 24. November 2014 und 25. September 2015
- Video: Firecrackers blamed for new CCTV´s adjacent building. In: CCTV, 10. Februar 2009, 0:37 Min., Artikel
- Video: Großfeuer: Zentrale des Staatsfernsehens bedroht. In: Spiegel TV, 9. Februar 2009, 1:28 Min.